# Malville
Malville é uma comuna francesa na região administrativa da Pays de la Loire, no departamento de Loire-Atlantique. Estende-se por uma área de 31,24 km². Em 2010 a comuna tinha 3 517 habitantes (densidade: 112,6 hab./km²).